# Four Freedoms
Four Freedoms (Nederlands: Vier Vrijheden) is een belangrijk concept in de State of the Union die de Amerikaanse president Franklin Delano Roosevelt uitsprak op 6 januari 1941 ten overstaan van het Amerikaanse Congres, daarom ook wel de Four Freedoms Speech genoemd.
Het concept speelde een belangrijke rol in de propaganda tijdens de Tweede Wereldoorlog; de State of the Union werd acht maanden voor de deelname van de Verenigde Staten aan de oorlog uitgesproken. Roosevelts echtgenote Eleanor Roosevelt bleef na de dood van haar man in 1945 een actief voorvechter van de opname van de vier vrijheden in de Universele verklaring van de rechten van de mens van de Verenigde Naties.

## Citaat
In de toekomstige dagen, die wij trachten veiliger te maken, kijken we uit naar een wereld die gebaseerd is op vier essentiële menselijke vrijheden.
1. De eerste is de vrijheid van spreken en meningsuiting - overal in de wereld;
2. De tweede is de vrijheid van elk persoon om god te aanbidden op zijn eigen manier - overal in de wereld;
3. De derde is de vrijwaring van gebrek - die, vertaald binnen het kader van de wereld, economische verstandhoudingen in de zin heeft die elk land een gezond leven in vredestijd voor zijn inwoners verzekert - overal in de wereld;
4. De vierde is de vrijwaring van vrees - die, vertaald binnen het kader van de wereld, een wereldwijde reductie betekent van bewapening naar zo'n punt en op zo'n grondige wijze, dat geen land in de gelegenheid zal zijn een daad van fysieke agressie te plegen tegen welke buur dan ook - overal in de wereld.
- Dat is geen visie voor een ver millennium. Het is een duidelijk omschreven basis voor een soort wereld die bereikbaar is in onze eigen tijd en generatie. Die soort wereld is zeer in tegenstelling met de zogenaamde nieuwe orde van tirannie die de dictators trachten te creëren met de inslag van een bom.— Roosevelt, 6 januari 1941

## Kunst

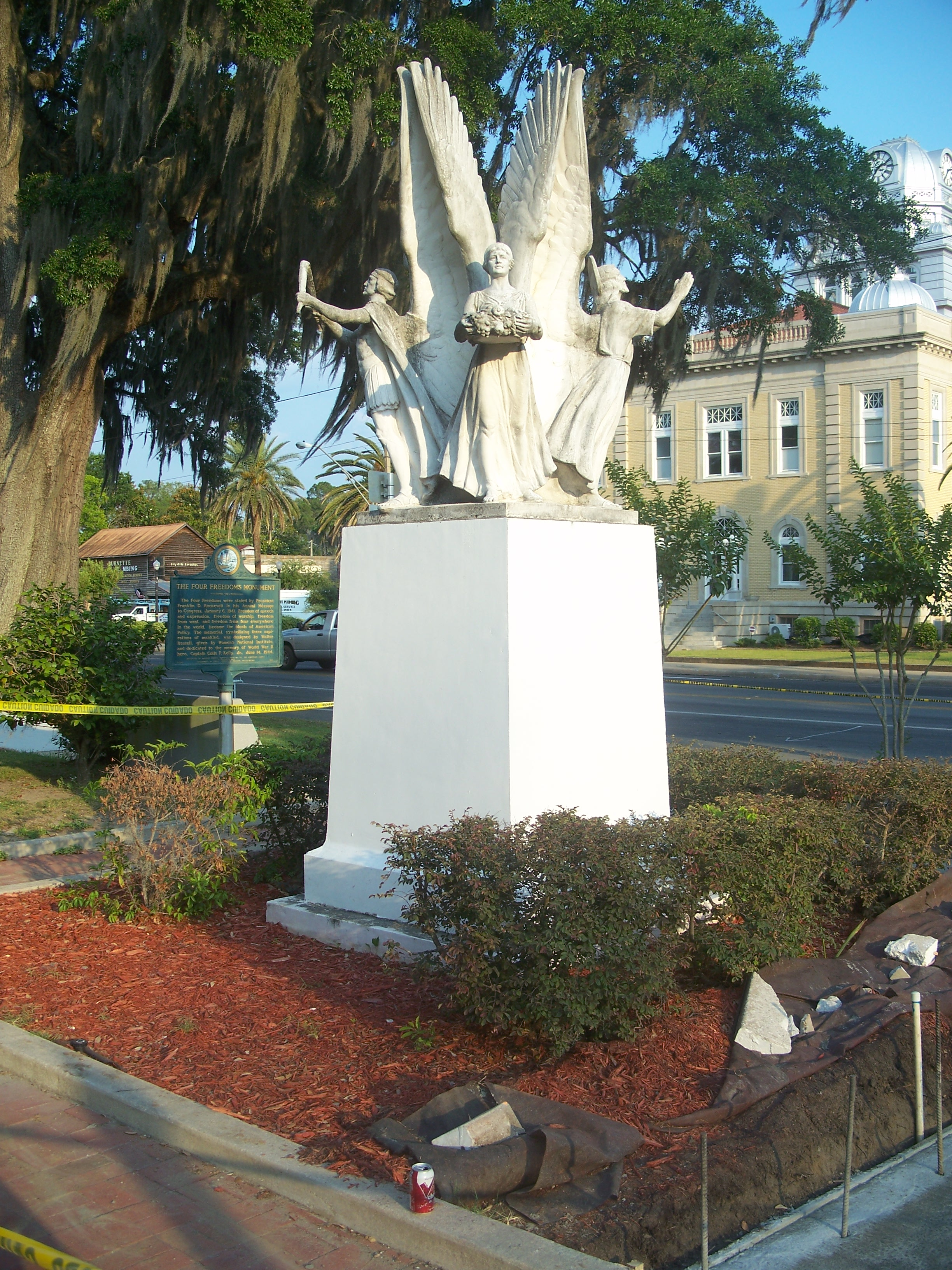
Four Freedoms Monument

Roosevelt liet het Four Freedoms Monument bouwen omdat hij op die manier een groter publiek wilde inspireren voor het concept van de vier vrijheden. Het beeld werd in eerste instantie in 1943 geopenbaard in New York en naar aanleiding van het sneuvelen van een van de eerste Amerikanen tijdens de Tweede Wereldoorlog, Colin Kelly, in 1944 overgeplaatst diens voormalige woonplaats in Florida.
In 1943 liet kunstschilder Norman Rockwell zich inspireren door de vier vrijheden en maakte hij een serie van vier schilderijen over dit onderwerp, die later door de Amerikaanse autoriteiten werden gebruikt voor geldinzameling voor de Tweede Wereldoorlog.
|  |  |  |  |